# Flora Rossica sive Enumeratio Plantarum in Totius Imperii Rossici Provinciis Europaeis, Asiaticis, et Americanis Hucusque Observatarum
Flora Rossica sive Enumeratio Plantarum in Totius Imperii Rossici Provinciis Europaeis, Asiaticis, et Americanis Hucusque Observatarum (abreviado Fl. Ross. (Ledeb.)) es un libro con ilustraciones y descripciones botánicas que fue escrito por el botánico y pteridólogo alemán-estoniano, Karl Friedrich von Ledebour. Fue publicado en 4 volúmenes con 14 fascículos en los años 1842-1853. Fue la primera flora completa del imperio ruso.